# Dark Souls
Dark Souls (ダークソウル Dāku Sōru) je акциона игра улога коју је произвео FromSoftware и објавио Namco Bandai Games за PlayStation 3, Xbox 360, и Windows. Спиритуални наследник Фромсофтверовог Demon's Souls и друга игра у Souls серијалу, Dark Souls је започет као Project Dark.
Игра је објављена у Јапану 22. септембра 2011. а, у Северној Америци, Аустралији, и Европи следећег месеца. У Августу 2012. "Prepare to Die" едиција је публикована за личне рачунаре са додатним садржајем који није био доступан за PlayStation 3 и Xbox 360. 23. октобра 2012. је додатни саджај обезбеђен конзолама као downloadable content под насловом Artorias of the Abyss. Dark Souls се одиграва у фиктивном краљевству Лордран. Играчи су стављени у улогу уклетог немртвог лика који започиње свој пут из Азила за Немртве у потрази за судбином Немртвих.
Dark Souls је доживела позитивне критике по свом објављивању када је посебно истакнута комплексност борбе, поштена тежина и добро структуирана прича. У Априлу 2013, FromSoftware је објавио да је Dark Souls продат у 2,37 милиона примерака. Верзија за личне рачунаре је била други најигранији наслов на сервису Games for Windows Live 2012. Наставак игре је Dark Souls II који је објављен у Марту 2014.

## Гејмплеј
Dark Souls је акциона игра улога из трећег лица. Главна механика игре је истраживање. Играчи су усмерени да пажљиво напредују, уче из претходних грешака, или нађу друге просторе за истраживање. Dark Souls се одиграва у великом и повезаном окружењу чији центар и место повратка представља Firelink Shrine. Играчи су слободни да путују из једне у другу област и да истражују различите путеве, пак, за неке области је потребно да буду испуњени и одређени услови како би им се приступило. Од сваког убијеног непријатеља играч ће добити одређену количину душа које су уједно и валута и искуствени поени. Неки непријатељи такође поседују ретка оружја и опрему.
Једна од централних идеја у Dark Souls су Огњишта, тачке на којима играч прави предах и одакле наставља игру уколико умре. Док се одмарају, немртви лече ране, стичу нивое, поправљају и унапређују своју опрему. Такође, по одмарању сви до тада убијени непријатељи у тој зони се оживљавају и још једном постају препрека играчу.
Још један аспекат Dark Souls је систем људскости. Постоје два стања у којима играч може да се нађе. Док су у људском облику имаће људски лик и биће у стању да учествује у онлајн компоненти игре. Други играчи могу да буду призвани да помогну али зато играча могу и да нападну други играчи и отму му људскост. Када играч умре улази у hollow form и губи приступ онлајн делу игре.
Људскост се може стећи на разне начине, а ако људскост није доступна играчи могу да напредују и без ње. Смрт у оба облика изазива да се све душе и људскост губе, с тим што играчи имају једну шансу да их поврате уколико се врате на место на ком погинули.
Комуникација између играча је намерно ограничена. Једини начин споразумевања је преко пар гестикулација које сваки лик може да уради. Једини други вид комуникације је кроз делимично предефинисане поруке које играчи могу да оставе једни другима на земљи. У порукама могу да некоме помогну али и да га усмере у погрешном правцу. Неке области у игри су незванично одабране као места за дуеле где се често могу наћи други играчи.

## Радња
Dark Souls има минималистичку радњу и углавном је на самом играчу да је склопи и интерпретира на свој начин. Историјски догађаји у овом свету и њихов значај су често имплицитни уместо да буду потпуно приказани и описани. Већи део приче је дат играчима кроз дијалог са ликовима и опис опреме палих непријатеља.
Увод игре приказује стварање света и силе које су учествовале у његовом обликовању. У прастаро доба светом су владали безвремени змајеви. Појавом Првог Пламена из непознатог извора је створена разлика између таме и светла и живота и смрти које до тада није било. У пламену су четири бића нашла четири моћне душе и постала божански ентитети: Нито, први међу мртвима; Вештица Ајзалита; Гвин, господар Сунца; и Тајновити Пигмеј.
Гвин, Нито, Вештица Ајзалита, и змај Сит су победили расу змајева у великом рату који подсећа на рат Богова и Титана грчке митологије. Тиме је отпочело доба Пламена. Први Пламен света не може трајати вечно, и осуђен је да се у неком тренутку угаси. Схвативши ово Вештица Ајзалита и њене ћерке неуспешно покушавају да створе нови пламен и уместо тога постају чудовишта која к себи призивају демоне. У последњем покушају да се гашење заустави Гвин жртвује себе и своју душу пламену и тиме га само на кратко одржава да гори.
Ослабљени пламен проузрокује да се Немртви појављују међу људима. Они који то постану не могу да умру али полако губе разум и постају hollow (шупљи, безумни). Пошто су као такви претња људима бивају затварани у посебне азиле где никога не могу да повреде. Играч се на почетку налази у једном од ових азила и на њему је да побегне и оде у Лордран, обећану земљу за Немртве, у којој ће сазнати праву судбину Немртвих ако позвони звона Буђења.
Када се ово деси једна од прастарих змија, Kingseeker Frampt, се буди у Firelink Shrine. Пошто је чекао одабраног немртвог миленијумима он објашњава играчу да је потребно победити и наследити Гвина чиме би се разбила клетва Немртвих. Да би обавио овај незахвалан задатак играч мора да путује кроз Sen's Fortress и да набави Lordvessel (предмет који може да држи у себи душе моћних бића) из земље богова Анор Лондо. У Анор Лонду играч упознаје илузију Гвинове ћерке, принцезе Сунца, која му даје предмет по који је дошао. Након тога играч треба да скупи фрагменте великих душа из пламена како би отворио пут ка Гвину и борио се с њим.
Ако играч не стави Lordvessel пред олтар и победи 4 Краља, може се сусрести са Darkstalker Kaathe, прастаром змијом која се налази у Амбису и која је Фрамптов противник. Кат говори играчу да је тајновити Пигмеј чија је душа позната као Мрачна душа распршио своју моћ да створи расу људи. Он жели да доведе доба Мрака односно, доба Људи и у директном је сукобу са осталим боговима који се боре да одрже доба Пламена.
Због тога што је принцеза илузија не може да се утврди која змија прича истину, и то је једна од ствари која је препуштена играчу на тумачење.
Без обзира с којом змијом играч сарађује на крају се бори са Гвином и добија избор да продужи доба Пламена својом жртвом или га напусти и препусти се добу Мрака.

## Оцене
Dark Souls је добио позитивне критке по свом изласку. Famitsu је дао игри позитивну оцену са 37/40. Један од критичара је игру описао као хардкор мрачну фантастику и изјавио да огромна мапа и моћни непријатељи служе да појачају осећај страха. Други критичар је поменуо да је тешко реплицирати осећај среће када се мукотрпне грешке и порази претворе у тријумф.
GameSpot је дао оцену 9.5/10. Посебно је похваљен онлајн систем и радост када се покоре тешке препреке. Такође су закључили да ће се посечан играч намучити, док ће велики ентузијасти игара улога уживати.
IGN је дао Dark Souls 9.0/10, хвалећи дизајн нивоа, разноврсност, онлајн компоненту, мрачни тон и атмосферу и комплексан гејмплеј. Поред тога, сматрају да ово није игра у коју неко може да ускочи у било ком тренутку, због тежине захтева који су стављени пред играче. Чак су рекли да ово није игра за плашљиве и да је потребно пуно вештине и стратегије у скоро сваком тренутку. Иако су хвалили тежину разграничили су разлику између кажњавања грешака и "нефер" момената.
Након изласка игре, Hidetaka Miyazaki, је размишљао о додавању новог нивоа тежине рекавши: "Dark Souls је прилично тежак и неки људи вероватно оклевају да играју. Ова чињеница је изузетно тужна за мене и размишљам да ли би требало припремити други ниво тежине тако да свако може да је комплетира или пажљиво послати поруку о тежини наших игара" Namco Bandai тврди да је Мијазакијева изајва лоше преведена и да је заправо рекао: "Ова чињеница је јако тужна и разматрамо како да свако заврши игру, а да се задржи тренутна тежина. "
У Намковом годишњем финансијском извештају пише да је продато око 1,19 милиона копија у Сједињеним Државама и Европи до Марта 2012. Фромсофтвер је у Априлу 2013. објавио цифру од 2,37 милиона продатих јединица широм света.

## Наслеђе
Dark Souls се сматра једним од најзначајнијих наслова седме генерације конзола. У игре инспирисане Dark Souls-ом се убрајају Destiny, Alienation, Lords of the Fallen, Salt and Sanctuary, Shovel Knight Titan Souls, и Enter the Gungeon.

### Наставци
Наставак, Dark Souls II, је објављен на Spike Video Game Awards седмог Децембра, 2012. за Windows, PlayStation 3 и Xbox 360. Због гласина да ће доћи до смањења тежине услед коментара које је дао нови вођа тима за Edge, Brian Hong из Bandai Namco је уверио фанове током Electronic Entertainment Expo да ће Dark Souls II бити "опако тежак." Dark Souls II је издат 11. марта 2014. за PlayStation 3 и Xbox 360, и за PC 25. априла 2014. Ажирирана верзија наставка, са поднасловом "Scholar of the First Sin" је објављена наредне године за исте платформе и још за Xbox One и PlayStation 4. Трећа игра у серијалу, Dark Souls III, је објављена у току Electronic Entertainment Expo (E3) 2015. и изашао је 2016.